# Піві ямайський
Пі́ві ямайський (Contopus pallidus) — вид горобцеподібних птахів родини тиранових (Tyrannidae). Ендемік Ямайки. Раніше вважався конспецифічним з карибськими і гаїтянськими піві.

## Поширення і екологія
Ямайські піві є ендеміками Ямайки. Вони живуть у рівнинних і гірських вологих тропічних лісах. Зустрічаються на висоті до 2000 м над рівнем моря.